# Ghazaravan
Ghazaravan là một đô thị thuộc tỉnh Aragatsotn, Armenia. Dân số ước tính năm 2011 là 633 người.